# Station Warszawa Gdańska
Station Warszawa Gdańska is een spoorwegstation in het stadsdeel Śródmieście in de Poolse hoofdstad Warschau.